# 斯基菲耶克
斯基菲耶克（法語：Squiffiec，法語發音：[skifjɛk]）是法国阿摩尔滨海省的一个市镇，位于该省西北部，属于甘冈区和甘冈城市圈。

## 地理
斯基菲耶克（48°37'38"N, 3°9'15"W）面积10.8 平方千米，位于法国布列塔尼大區阿摩尔滨海省，该省份为法国西北部沿海省份，位于布列塔尼半岛北部，北濒大西洋英吉利海峡，西接菲尼斯泰尔省，南至莫尔比昂省，东临伊勒-维莱讷省。
与斯基菲耶克接壤的市镇（或旧市镇、城区）包括：凯尔莫罗克、朗德贝龙、普卢埃克迪特里约、波姆里特勒维孔特、圣克莱特、特雷戈诺。
斯基菲耶克的时区为UTC+01:00、UTC+02:00（夏令时）。

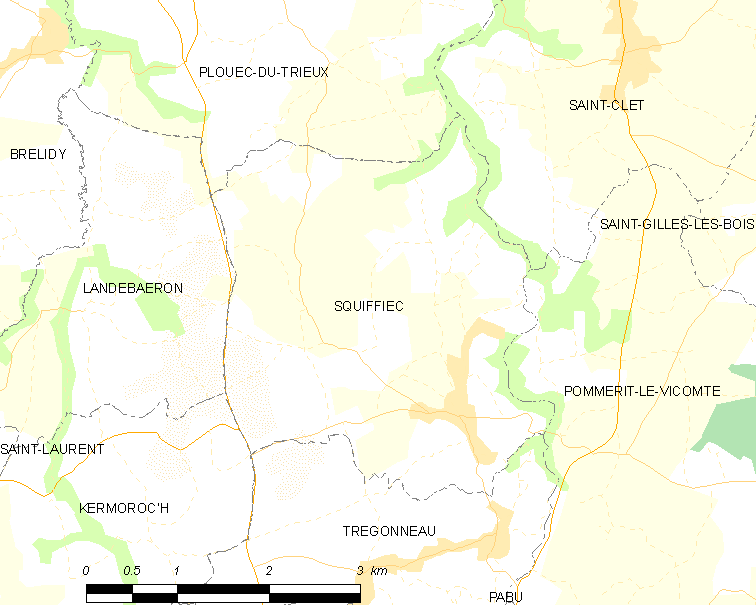
斯基菲耶克的OSM定位图

## 行政
斯基菲耶克的邮政编码为22200，INSEE市镇编码为22338。

## 政治
斯基菲耶克所属的省级选区为贝加尔县。

## 人口

1962-2008年间斯基菲耶克人口变化图示

斯基菲耶克于2022年1月1日时的人口数量为752人。